# Grandview, Texas
Grandview är en ort i Johnson County i delstaten Texas, USA.